# NGC 1957
NGC 1957 is een elliptisch sterrenstelsel in het sterrenbeeld Haas. Het hemelobject werd in 1886 ontdekt door de Amerikaanse astronoom Francis Preserved Leavenworth.

## Synoniemen
- NPM1G -14.0249
- PGC 17427